# Piero Lissoni
Piero Lissoni (* 1956, in Seregno, Italien) ist ein italienischer Designer.

## Leben
Piero Lissoni wurde 1956 in Seregno in Italien geboren. Er studierte in Mailand Architektur. Anschließend arbeitet Lissoni für Molteni und Lema als Designer. Seit 1985 arbeitet Lissoni als Art Director und Designer für einen bekannten Küchenhersteller. 1986 gründete er sein eigenes Studio zusammen mit Nicoletta Canesi. Dort beschäftigt er bis heute viele Architekten, Grafiker und Produktdesigner. 10 Jahre später eröffnete der Designer 1996 sein zweites Büro namens "Graph.x". Zwischendurch gewann Lissoni immer mehr bekannte Unternehmen für sich, für die er als Designer aber auch als Art Director arbeitete.

## Werke
Zu Piero Lissonis Werken gehören vor allem Ausstellungen, Showrooms und Möbel. Auch im Grafikdesign ist Lissoni tätig.
Bekannte Entwürfe von dem Designer sind zum Beispiel die Innenarchitekturen von Hotels, wie dem Monaco & Grand Canal in Venedig und dem Bentley Design Hotel in Istanbul. Unter anderem entwarf Lissoni die Corporate Identity von dem Modedesigner Elie Taharie. Im Produktdesign ist sein Kufenstuhl "S44" sehr bekannt.
Piero Lissoni entwarf auf  Dellis Cay die Lissoni Beach House Residences, Lissoni Beach Villas und Lissoni Ocean Villas. Der Spatenstich war am 20. Juni 2008 und die Fertigstellung war für Anfang 2010 geplant. Anfang 2010 meldete das Unternehmen Insolvenz an, und die Bauarbeiten wurden eingestellt. Anfang 2011 wurde das Projekt wegen finanzieller Probleme verworfen.
2012 gestaltete Piero Lissoni das Conservatorium Hotel in Amsterdam und 2016 das Lifestyle Hotel Roomers Baden-Baden.

## Auszeichnungen
Piero Lissoni selbst, aber auch seine Entwürfe wurden mehrfach ausgezeichnet. 1999 erhielt der Designer für seinen Supersoft Sessel mit Armlehnen den "red dot award". 2005 folgten dann zahlreiche Auszeichnungen. Lissoni wurde in die "N.Y. Hall of Fame of interior Design" aufgenommen. In dem gleichen Jahr erhielt Lissoni den "Elle Décor International design Award". 2006 wurde er Designer des Jahres beim "World Superyachts Award".